# Ja'akov Litzman
Ja'akov Litzman (hebrejsky יעקב ליצמן, Ja'akov Licman, též Jankel Litzman, יענקל ליצמן) je izraelský politik, poslanec Knesetu za stranu Sjednocený judaismus Tóry a od května 2015 náměstek ministra zdravotnictví v izraelské vládě.

## Biografie
Narodil se 2. září 1948 v Německu polskožidovským rodičům v tamním utečeneckém táboře. Později žil v USA a poté od 60. let 20. století v Izraeli. Bydlí v Jeruzalému, je ženatý, má pět dětí. Hovoří hebrejsky, anglicky a jidiš. Absolvoval náboženská studia na školách typu ješiva.

## Politická dráha
Je ředitelem náboženského ústavu Bais Ja'akov v Jeruzalému, angažuje se za zájmy ultraortodoxních Židů. Byl jedním z iniciátorů projektu na zřízení obytných čtvrtí pro ultraortodoxní Židy v jinak dosud převážně sekulárních městech jako Ašdod, Tel Aviv, Arad a Bejt Šemeš.
Do Knesetu nastoupil už po volbách roku 1999, ve kterých kandidoval za stranu Sjednocený judaismus Tóry, v jejímž rámci patří do organizace Agudat Jisra'el. Ve funkčním období 1999–2003 působil jako předseda parlamentního finančního výboru, jako člen výboru pro vnitřní záležitosti a životní prostředí, výboru státní kontroly, výboru pro vědu a technologie a výboru práce, sociálních věcí a zdravotnictví. Ve volbách roku 2003 byl opětovně zvolen do Knesetu, kde pak v letech 2003–2006 pracoval jako předseda finančního výboru a člen výboru pro vnitřní záležitosti a životní prostředí. Mandát obhájil i ve volbách roku 2006. Ve funkčním období 2006–2009 zastával post předsedy podvýboru pro práva předsedy vlády a jeho ženy, předsedy výboru finančního, člena výboru pro státní kontrolu. Za Sjednocený judaismus Tóry byl zvolen do Knesetu i ve volbách roku 2009. V letech 2003–2009 působil jako předseda poslaneckého klubu této politické strany.
V letech 2009 až 2013 byl náměstkem ministra zdravotnictví. Ve volbách v roce 2013 svůj poslanecký mandát obhájil. Mandát obhájil rovněž ve volbách v roce 2015. V letech 2015–2019 zastával ve čtvrté Netanjahuově vládě post náměstka ministra zdravotnictví.
Dne 29. prosince 2019 byl znovu jmenován ministrem zdravotnictví.
Dne 2. dubna 2020 měli on a jeho manželka potvrzenou nákazu covidem-19, přičemž Litzman byl prvním, kdo se z izraelského kabinetu touto chorobou nakazil. V důsledku toho zůstal v domácí karanténě a začal pracovat z domu. Bezpečnostní služba Šin bet poté prozkoumala Litzmanův telefon, aby zjistila s kým ministr přišel do kontaktu. Ministerstvo zdravotnictví uvedlo, že každý, kdo s ním přišel do styku byl osobně kontaktován.